# Богодуховский Оренбургский монастырь
Богоду́ховский Оренбургский монастырь — мужской монастырь в Оренбургской епархии, основанный 7 января 1867 года на горе Маяк. Монастырь был основан как миссионерский для противодействия старообрядческому расколу. В 1929 году упразднён и разрушен большевиками. На месте обители советской властью была построена тепловая электростанция «Красный Маяк», первая электростанция в Оренбурге.

## История
В монастыре находились деревянная Иоанно-Предтеченская церковь, жилые монастырские здания, здание миссионерской школы с домовой церковью, хозяйственные постройки. У монастыря имелось 415 десятин пахотной и сенокосной земли в 25 верстах от Оренбурга. До 1900 года Богодуховский монастырь являлся штатным второклассным, в 1900 году обращён в заштатный и приписан к Архиерейскому дому в Оренбурге. Разрушение монастыря большевиками происходило в 1920-е годы. Оно объяснялось тем, что на месте монастыря необходимо было построить тепловую электростанцию. От монастыря сохранилось здание миссионерской школы.